# Yaylayolu, Zile
Yaylayolu là một xã thuộc huyện Zile, tỉnh Tokat, Thổ Nhĩ Kỳ. Dân số thời điểm năm 2011 là 173 người.